# Pinnkompass

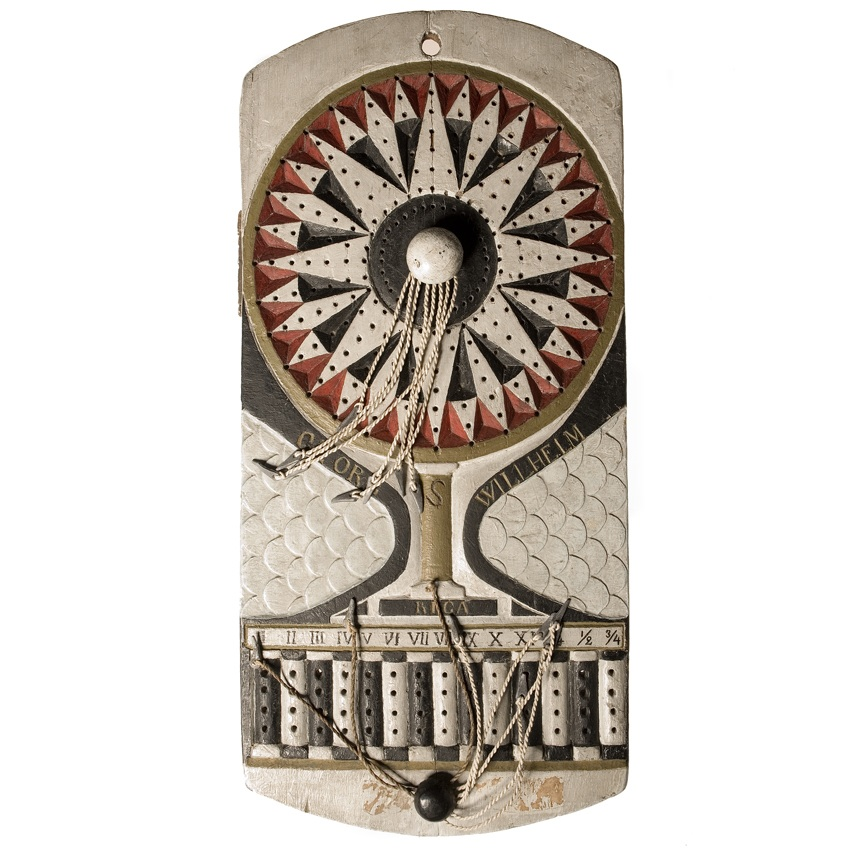
Pinnkompass från fartyget Georg Wilhelm från Riga.

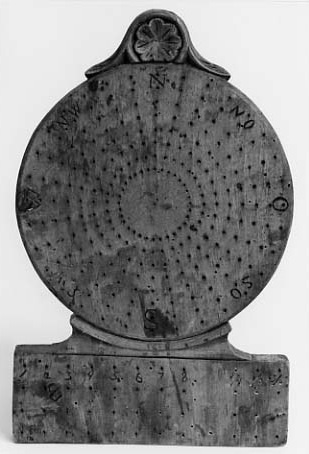
Pinnkompass med påskrift: Pertrine 1881

Pinnkompass är ett logginstrument som användes i äldre navigation för notering av styrd kurs och seglad distans.

## Konstruktion
Pinnkompassen utgörs av en bräda i ett stycke med en övre del (vanligen rund) utformad som en kompassros och en undre del (vanligen rektangulär) utformad som en tabell. Både kompassrosen och tabellen är försedda med hål för markeringa av kurs respektive fart. Kompassrosen kan ha upp till 32 väderstreckspilar med vardera åtta hål i radie från kompassrosens centrum, tabellen kan bestå av upp mot 14 vertikala rader med vardera fyra likaledes vertikala hål. I kompassrosens mitt är åtta snören fästade, försedda med varsin pligg i den lösa änden. Tabellens motsvarande snören är oftast fäst i brädans nederdel. Snörena är vanligen av hampa eller lin, pliggarana av ben, trä, bly eller metalltråd. Pinnkompasser är ofta omålade och enkelt utförda, ibland monokromt målade och i enstaka fall mycket dekorativt polykromt målade. 

## Användning
Arbetspassen på fartygen är indelade i vakter, se Glas (tidsenhet). En vakt utgörs av fyra timmar, varje halvtimme slås glas i skeppsklockan och rorsmannen noterar i pinnkompassen vilken kurs man hållit under senaste halvtimmen. Första halvtimmens kurs noteras genom att sätta en pligg i hålet närmast kompassrosens centrum i den del av kompassrosen som motsvarar den kurs man hållit. Den loggade farten i knop noterades en gång i timmen under vakten genom markering i nedre tabellens knopmarkeringar. Första timmens seglade distans markerades under aktuellt knoptal i första horisontella raden, kommande timmes distans i raden nedanför o.s.v. För fartmätningen användes logg, till exempel handlogg.

## Historik
Pinnkompassen antas ha varit i bruk sedan 1500-talet i Nordeuropa och så sent som på 1930-talet på mindre fartyg på svenska ostkusten. Pinnkompassen kompletterades med den nedre delen, när skäddlogg och logglas började användas i början av 1600-talet. Den äldsta kända pinnkompassen är från det år 1658 sjunkna örlogsfartyget Morgonstjernan; denna utgör även ett undantag då pinnkompasserna i regel främst användes inom handelsflottan. 

## Pinnkompasser från kända fartyg
- Örlogsskeppet Morgonstjernan (1658). Kulturen i Lund
- Georg Wilhelm från Riga. Sjöhistoriska museet, Stockholm
- Skonerten Erika från Häverö. Sjöhistoriska museet, Stockholm
- Briggen Experiment från Helsingborg. Sjöhistoriska museet, Stockholm
- Emilia från Öregrund. Öregrunds hembygdsmuseum
- Barkskeppet Otto från Göteborg. Länsmuseet i Uddevalla.
- Barkskeppet Belice. Roslagens sjöfartsmuseum, Älmsta.
- Skonerten Fortuna. Roslagens sjöfartsmuseum i Älmsta
- Briggen Gerda. Gävle museum.
- Skonerten Maria Elisabeth från Djurvik (1900). Länsmuseet i Kalmar.